# Hylophilus pectoralis
Hylophilus pectoralis е вид птица от семейство Vireonidae.

## Разпространение
Видът е разпространен в Боливия, Бразилия, Венецуела, Гвиана, Перу, Суринам и Френска Гвиана.